# ループ郡 (ネブラスカ州)
座標: 北緯41度56分 西経99度27分 / 北緯41.93度 西経99.45度
ループ郡（英: Loup County）は、アメリカ合衆国のネブラスカ州にある郡。2000年時点での人口は712人で、郡庁所在地はテイラー (Taylor)。郡の名はネブラスカ州を流れるループ川にちなんで付けられた。ループ川のループは、フランス語でオオカミという意味である。
ネブラスカ州のナンバープレートで、ループ郡の車両は最初の数字が88になっている。これは1922年にナンバープレートの制度を確立した際、ループ郡の車両登録台数が州内の郡のなかで88番目に多かったからである。

## 地理
アメリカ合衆国国勢調査局によると、この郡は総面積1,479 km2 (571 mi2) である。このうち1,476 km2 (570 mi2)が陸地で、3 km2 (1 mi2) が海や湖などの水地域である。総面積のうち0.23%が水地域となっている。

### 隣接する郡
- ロック郡（北）
- ホルト郡（北東）
- ガーフィールド郡（東）
- カスター郡（南）
- ブレイン郡（西）
- ブラウン郡（北西）

## 人口動静

2000年の時点での郡の人口ピラミッド

2000年の国勢調査によると、ループ郡には712人、289世帯、及び206家族が暮らしている。人口密度は0/km2 (1/mi2) で、0/km2 (1/mi2) の平均的な密度に377軒の住居が建っている。この郡の人種の構成は白人98.88%、先住民0.28%、アジア系0.14%、黒人（アフリカ系アメリカ人）、太平洋諸島系はおらず、その他の人種0.42%、混血0.28%で、1.69%の人々がヒスパニックまたはラテン系である。
ループ郡に住む289世帯のうち、31.80%は18歳未満の子どもと暮らしており、64.70%は夫婦で生活している。4.20%は未婚の女性が世帯主であり、28.40%は家族以外の住人と同居している。27.00%は独居で、全世帯の17.00%は65歳以上の独居老人世帯である。1世帯あたりの平均人数は2.46人であり、家庭の場合は2.99人である。
郡の住民は26.70%が18歳未満の子どもで、18歳以上24歳以下が4.50%、25歳以上44歳以下が22.30%、45歳以上64歳以下が27.00%、および65歳以上が19.50%となっている。平均年齢は43歳である。女性100人に対して男性は108.80人いて、18歳以上の女性100人に対しては男性は100.00人いる。
郡の世帯ごとの平均収入は26,250米ドルで、家族ごとでは27,788米ドルである。男性の20,515米ドルに対して女性は20,972米ドルの平均的な収入がある。この郡の一人当たりの収入 (per capita income) は12,427米ドルである。総人口の17.70%、家族の14.20%は貧困線以下である。18歳未満の子どもの22.90%及び65歳以上の11.60%は貧困線以下の生活を送っている。

## コミュニティ

### 村
- テイラー (en:Taylor, Nebraska)

### その他
- アルメリア (en:Almeria, Nebraska)